# Belogorsk (oblast Amoer)
Belogorsk (Russisch: Белогорск) is een stad in de Russische oblast Amoer.
Belogorsk ligt in het Russische Verre Oosten aan de Tom op 108 kilometer ten noordoosten van Blagovesjtsjensk, dicht bij de grens met China.
In 2005 bedroeg het aantal inwoners 67.433. In het bijhorende district 23.300. Volgens de volkstelling van 1989 was de bevolking onderverdeeld in 89,7% Russen, 6,1% Oekraïners, 1,2% Wit-Russen en 0,6% Wolga-Tataren.
Belogorsk werd in 1860 als Aleksandrovskoje (Александровское) gesticht. De bouw van de Trans-Siberische spoorlijn zorgde ervoor dat de stad ook een station kreeg en dus ook betere bevoorrading. In 1926 kreeg de plaats de status van stad en werd de naam gewijzigd naar Aleksandrovka. In 1931 werd de naam vervolgens gewijzigd in Krasnopartisansk (Краснопартизанск), in 1935 in Koejbysjevka-Vostotsjnaja (Куйбышевка-Восточная) en in 1957 ten slotte in Belogorsk.
| 1939   | 1959   | 1970   | 1979   | 1989   | 2002   |
| ------ | ------ | ------ | ------ | ------ | ------ |
| 34.000 | 48.600 | 56.900 | 63.300 | 73.435 | 67.422 |

## Geboren
- Svetlana Kljoeka (27 december 1978), atlete

Bestuurlijk centrum: Blagovesjtsjensk

Belogorsk · Rajtsjichinsk · Sjimanovsk · Skovorodino · Svobodny · Tynda · Zavitinsk · Zeja